# Epirochroa fairmairei
Epirochroa fairmairei là một loài bọ cánh cứng trong họ Cerambycidae.